# Jacques de Wykerslooth de Rooyesteyn
Jacques Marie Emile Ghislain de Wykerslooth de Rooyesteyn (Brussel, 8 juli 1896 - Guirsch, 19 juli 1988) was een Belgisch politicus en moderne vijfkamper.

## Levensloop
Hij nam deel aan de Olympische Zomerspelen van 1924 te Parijs. Hij werd er 29e in het eindklassement van de moderne vijfkamp.
Hij maakte deel uit van het adellijke geslacht de Wijkerslooth. Hij was burgemeester van Guirsch, alwaar hij in 1988 overleed.